# مرال چتین‌کایا
مرال چتین‌کایا (ترکی استانبولی: Meral Çetinkaya؛ زادهٔ ۵ مارس ۱۹۴۵) هنرپیشه اهل ترکیه است.
از فیلم‌ها یا برنامه‌های تلویزیونی که وی در آن نقش داشته‌است می‌توان به شادمانی، معجزه ، عزیز، روزی روزگاری اشاره کرد.